# Rừng quốc gia El Yunque
Rừng quốc gia El Yunque (tiếng Tây Ban Nha: Bosque Nacional El Yunque) trước đây được gọi là rừng quốc gia Luquillo, và rừng quốc gia Caribbean Bosque Nacional del Caribe), là một khu rừng nằm ở đông bắc Puerto Rico. Đây là rừng mưa nhiệt đới duy nhất nằm trong hệ thống Rừng quốc gia Hoa Kỳ và được quản lý bởi Cục Kiểm lâm Hoa Kỳ.
Khu rừng thường được gọi là El Yunque có thể là do bắt nguồn từ một trong hai từ Tây Ban Nha gọi từ tiếng Taíno là yu-ke có nghĩa là "vùng đất trắng", hoặc từ "anvil," có nghĩa là yunque tại Tây Ban Nha. Ngọn núi cao thứ hai trong El Yunque cũng được gọi là El Yunque. Rừng nhiệt đới quốc gia El Yunque nằm trên sườn của dãy núi Sierra de Luquillo bao gồm 28.000 mẫu Anh (43.753 mi2 hoặc 113.32 km²) khiến nó trở thành khu vực đất công lớn nhất tại Puerto Rico.
Đỉnh núi cao nhất trong rừng cao 3.494 foot (1.065 m) so với mực nước biển. Lượng mưa dồi dào (hơn 20 feet mỗi năm ở một số khu vực) tạo ra một khung cảnh với rừng rậm, núi đá dốc lởm chởm, thác nước, và sông phổ biến. Tại đây có hệ động thực vật được đánh giá cao. El Yunque cũng nổi tiếng với nghệ thuật khắc đá độc đáo của người Taíno. Những người bản địa tin rằng, khu rừng là ngai vàng của thần Yúcahu, một trong những vị thần tối cao của họ, chính vì vậy mà khu rừng được ví như là Olympus của vùng Caribe. Rừng mưa nhiệt đới quốc gia El Yunque hiện đang đóng cửa một phần cho đến khi có thông báo mới do ảnh hưởng từ cơn bão Maria.